# Stage of Unity
Stage of Unity – wrocławski zespół roots reggae, działający w latach 1988-1995 oraz od 2005. W latach 80 i 90 XX wieku,grupa występowała na festiwalach muzyki reggae (m.in. Reggae nad Wartą, Rób Reggae, Winter Reggae, Africa Is Hungry) i imprezach klubowych w Polsce. Zadebiutowała na festiwalu "Reggae nad Wartą" w Gorzowie Wielkopolskim (1988).Brała również udział w pierwszych edycjach Wielkiej Orkiestry Świątecznej Pomocy, a ścieżka dźwiękowa jednej z piosenek, zagranych podczas próby na scenie festiwalu (WOŚP, Czymanowo '95) wykorzystana została w filmie Radosława Piwowarskiego "Autoportret z kochanką". 
Nazwa zespołu (autorstwa Kristafari) w wolnym tłumaczeniu: "scena jedności", miała być wyrazem pozytywnego buntu, sprzeciwu wobec PRL-owskiej rzeczywistości lat 80., fascynacji muzyką reggae i kulturą jamajskich rastafarian. Słowa: scena jedności zyskały głębszy wymiar, gdy okazało się, że zespoły grające reggae powstają jak grzyby po deszczu, dreadlocki są coraz popularniejszą fryzurą, a wielu grających w nich artystów, mniej lub bardziej sympatyzuje z kulturą Rasta. Stage of Unity jest tego przykładem. Jako jeden z pierwszych zespołów tego nurtu w Polsce oryginalne kompozycje,brzmienia i teksty piosenek, wykonuje raz to jak słoneczne reggae, to znów jak mistyczne modlitwy. Większość tekstów napisana została po angielsku, z elementami jamajskiego patois.

Chociaż zespół powstał we Wrocławiu, w jego zmieniających się składach, na przestrzeni lat pojawiali się muzycy z innych kapel i różnych miast Polski (przede wszystkim Kluczborka i Warszawy). Niektórzy grają (lub grali) w takich formacjach jak: Bakszysz, Good Revision, Kreuzburg, Nabi, Naaman, Pink Elephant, Raggamova, Tumbao.

Zespół kilkakrotnie zawieszał działalność, zmieniał skład personalny (Kristafari i Zwierzak byli od początku członkami i liderami kapeli) i reaktywował się w roku 2005.

## Pierwszy skład
- Krzysztof Kubiak (Kristafari) – wokal, teksty piosenek
- Violetta Kubiak (Violka) – wokal
- Renata Skaradzińska – wokal
- Darek Boreczek – gitara
- Rafał Pysno – gitara
- Darek Mulawka (Masaj) – konga,instr.perkusyjne
- Jacek Drożyński (Nuter) – konga, instrumenty perkusyjne
- Remigiusz Szmigielski – perkusja
- Piotr Kłosowicz, później "Gumowy" – perkusja
- Jola Kłosowicz, później Mariusz Dziurawiec (Dziura) – bass

## Skład od 2011
- Krzysztof Kubiak (Kristafari) – wokal, teksty piosenek
- Michał Zawierta (Sir Michał z Byczyny) – perkusja
- Mateusz Kołodziejczyk – klawisze
- Piotr Bielawski (Piter) – gitara
- Piotr Stanclik (Zwierz) – bas

## Dyskografia
- (1990) – "Hipnomix Messages" (nagranie istniejące tylko na kasetach, dokonane w studenckim studio WSI w Opolu)
- (1992) – "Good Connection" kaseta wydana przez Gold Rock, Robert Brylewski,1993.
- (1991) – "Jah Brings I&I", kaseta wydana przez "W moich oczach", Sławomir Pakos, 1998 (kaseta wydana też w 1991–1992 w Niemczech i w Polsce pod szyldem Muppet Tapes)
- (2010) – "The Rainbow Power", CD, wydana przez Lion Stage Records (reedycja dwóch poprzednich płyt zawiera też wersje dub:Rainbow, This one, Good Connection, I Live)